# Türkiye Kupası 1964/65
Die Türkiye Kupası 1964/65 war die 3. Auflage des türkischen Fußball-Pokalwettbewerbes. Der Wettbewerb begann am 6. September 1964 mit der 1. Hauptrunde und endete am 1. September 1965 mit dem Rückspiel des Finals. Im Endspiel trafen Galatasaray Istanbul und Fenerbahçe Istanbul aufeinander. Für Fenerbahçe war es die zweite Finalteilnahme. Galatasaray nahm seit Einführung des Pokalwettbewerbs an allen Endspielen teil und wurde zum dritten Mal in Folge Pokalsieger.
Das Hinspiel endete 0:0. Im Rückspiel gewann Galatasaray durch ein Elfmetertor von Metin Oktay in der 33. Spielminute mit 1:0.

## 1. Hauptrunde

### 1. Vorrunde
Die 1. Vorrunde wurde am 6. September 1964 ausgetragen.
|           | Ergebnis |             |
| --------- | -------- | ----------- |
| Taksim SK | 1:2      | Yedikule SK |

### 2. Vorrunde
|                           | Ergebnis  |                      |
| ------------------------- | --------- | -------------------- |
| Eyüpspor                  | 3:1       | Adalet SK            |
| Yenişehir SK              | 2:3       | Barbaros SK          |
| Ankara Jandarmagücü       | 2:3       | Izmir Karagücü       |
| Süleymaniye SK            | 1:1 n. V. | Davutpaşa SK         |
| Bahçeli Gençlik           | 3:3 n. V. | Ankara Yolspor       |
| Galata SK                 | 4:0       | Üsküdar Anadolu      |
| Balıkesir Marmaraspor     | 0:2       | Kocaeli Kağıtspor    |
| Amasya Şekerspor          | 0:0 n. V. | Erzincan Karagücü    |
| Denizli Karagücü          | 3:1       | Eskişehir Havagücü   |
| Kayseri Havagücü          | 3:0       | Seyhanspor           |
| Diyarbakır Yıldız Gençlik | 1:4       | Konya Gençlerbirliği |
| Izmir Kültürspor          | 2:1       | Izmir Demirspor      |
| Toprakofis SK             | 2:0       | Sincanspor           |
| Zonguldakspor             | 0:2       | Edirne Suspor        |
| Hasköy SK                 | 1:2       | Yedikule SK          |

#### Wiederholungsspiel
|                   | Ergebnis |                  |
| ----------------- | -------- | ---------------- |
| Erzincan Karagücü | 0:1      | Amasya Şekerspor |
| Davutpaşa SK      | 1:0      | Süleymaniye SK   |
| Ankara Yolspor    | 1:2      | Bahçeli Gençlik  |

### Hauptrunde
|                      | Ergebnis  |                  |
| -------------------- | --------- | ---------------- |
| Denizli Karagücü     | 2:2 n. V. | Sivas Karagücü   |
| Toprakofis SK        | 5:1       | Barbaros SK      |
| Bahçeli Gençlik      | 2:2 n. V. | Yenimahalle SK   |
| Konya Gençlerbirliği | 1:0       | Kayseri Havagücü |
| Kocaeli Kağitspor    | 4:1       | Edirne Suspor    |
| Yeşilova SK          | 0:0       | Izmir Kültürspor |
| Yedikule SK          | 1:0       | Galata SK        |
| Eyüpspor             | 3:0       | Davutpaşa SK     |
| Amasya Şekerspor     | 1:1       | Izmir Karagücü   |

#### Wiederholungsspiele
Die Wiederholungsspiele fanden am 20. und 27. September 1964 statt.
|                  | Ergebnis |                  |
| ---------------- | -------- | ---------------- |
| Sivas Karagücü   | 1:3      | Denizli Karagücü |
| Izmir Kültürspor | 0:2      | Yeşilova SK      |
| Yenimahalle SK   | 1:2      | Bahçeli Gençlik  |
| Izmir Karagücü   | 0:1      | Amasya Şekerspor |

## 2. Hauptrunde

### Vorrunde
|                      | Ergebnis |                      |
| -------------------- | -------- | -------------------- |
| Konya Gençlerbirliği | 2:0      | Bahçeli Gençlik      |
| Fatih Karagümrük SK  | 2:3      | Çukurova Idman Yurdu |
| Sarıyer GK           | 6:1      | Kasımpaşa Istanbul   |
| Beylerbeyi SK        | 3:2      | Yedikule SK          |
| Ülküspor             | 0:0      | Manisaspor           |
| Petrol Ofisi SK      | 1:0      | Ankara Güneşspor     |
| Kocaeli Kağıtspor    | 2:1      | Beyoğluspor          |
| Toprakofis SK        | 1:3      | Altındağ SK          |
| Denizli Karagücü     | 4:3      | Bursaspor            |

#### Wiederholungsspiel
Das Wiederholungsspiel fand am 21. Oktober 1964 statt.
|            | Ergebnis        |          |
| ---------- | --------------- | -------- |
| Manisaspor | (M)1:1 n. V.(M) | Ülküspor |

### 2. Hauptrunde
|                      | Ergebnis  |                     |
| -------------------- | --------- | ------------------- |
| Konya Gençlerbirliği | 6:1       | Petrol Ofisi SK     |
| Çukurova Idman Yurdu | 3:0       | Yeşildirek SK       |
| Beylerbeyi SK        | 2:1       | Fatih Karagümrük SK |
| Sarıyer GK           | 1:1 n. V. | Vefa SK             |
| Kocaeli Kağıtspor    | 2:1       | Eyüpspor            |
| Altındağ SK          | 1:1 n. V. | Amasya Şekerspor    |
| Denizli Karagücü     | 0:1       | Karşıyaka SK        |
| Ülküspor             | 2:1       | Yeşilova SK         |

#### Wiederholungsspiele
|                  | Ergebnis |             |
| ---------------- | -------- | ----------- |
| Vefa SK          | 1:2      | Sarıyer GK  |
| Amasya Şekerspor | 2:1      | Altındağ SK |

## 3. Hauptrunde

### 1. Vorrunde
Die Spiele wurden am 19. und 20. Dezember 1964 ausgetragen.
|                 | Ergebnis  |                  |
| --------------- | --------- | ---------------- |
| Feriköy SK      | 1:0 n. V. | Amasya Şekerspor |
| Altınordu Izmir | 2:1       | Ülküspor         |

### 2. Vorrunde
|                      | Ergebnis |                       |
| -------------------- | -------- | --------------------- |
| Konya Gençlerbirliği | 1:2      | Altay Izmir           |
| Karşıyaka SK         | 1:0      | Beykozspor            |
| Sarıyer GK           | 0:1      | Trabzon İdmanocağı    |
| PTT                  | 1:2      | İstanbulspor          |
| Kocaeli Kağıtspor    | 0:1      | Hacettepe             |
| Beylerbeyi SK        | 0:2      | Izmirspor             |
| Altınordu Izmir      | 3:0      | Çukurova Idman Yurdu  |
| Feriköy SK           | 0:2      | Gençlerbirliği Ankara |

### Hauptrunde
|                       | Ergebnis |                     |
| --------------------- | -------- | ------------------- |
| Altay Izmir           | 0:1      | Ankara Demirspor    |
| İstanbulspor          | 1:0      | Şekerspor           |
| Izmirspor             | 0:1      | MKE Ankaragücü      |
| Hacettepe             | 3:1      | Göztepe Izmir       |
| Gençlerbirliği Ankara | 1:0      | Altınordu Izmir     |
| Trabzon İdmanocağı    | 0:0      | Beşiktaş Istanbul   |
| Karşıyaka SK          | 1:1      | Fenerbahçe Istanbul |

#### Wiederholungsspiele
|                     | Ergebnis |                    |
| ------------------- | -------- | ------------------ |
| Beşiktaş Istanbul   | 0:1      | Trabzon İdmanocağı |
| Fenerbahçe Istanbul | 4:0      | Karşıyaka SK       |

## Viertelfinale
|                       | Gesamt |                      | Hinspiel | Rückspiel |
| --------------------- | ------ | -------------------- | -------- | --------- |
| MKE Ankaragücü        | 0:2    | Galatasaray Istanbul | 0:1      | 0:1       |
| Hacettepe             | 1:2    | İstanbulspor         | 0:0      | 1:2       |
| Trabzon İdmanocağı    | 1:2    | Ankara Demirspor     | 1:1      | 0:1       |
| Gençlerbirliği Ankara | 2:7    | Fenerbahçe Istanbul  | 1:2      | 1:5       |

## Halbfinale
- Hinspiele: 6. Juni 1965 und 12. Juni 1965
- Rückspiele: 20. Juni 1965

|                      | Gesamt |                  | Hinspiel | Rückspiel |
| -------------------- | ------ | ---------------- | -------- | --------- |
| Fenerbahçe Istanbul  | 2:1    | İstanbulspor     | 1:1      | 1:0       |
| Galatasaray Istanbul | 3:2    | Ankara Demirspor | 1:1      | 2:1       |

## Finale

### Hinspiel
| Paarung              | Fenerbahçe Istanbul – Galatasaray Istanbul |
| Ergebnis             | 0:0 |
| Datum                | 27. Juni 1965 um 19:30 Uhr |
| Stadion              | Mithatpaşa-Stadion, Istanbul |
| Schiedsrichter       | Gaston Rowersi ( Italien) |
| Tore                 | keine |
| Fenerbahçe Istanbul  | Hazım Cantez – Hüseyin Yazıcı, İsmail Alemdaroğlu, Şükrü Birand, İsmail Kurt – Ziya Şengül, Ali İhsan Okçuoğlu, Şeref Has, Osman Göktan – Aydın Yelken, Özer Kanra Cheftrainer: Oscar Hold ( England) |
| Galatasaray Istanbul | Bülent Gürbüz – Doğan Sel, Naci Erdem, Turan Doğangün, Mustafa Yürür – Bahri Altıntabak, İsmet Yurtsü, Yılmaz Gökdel – Ayhan Elmastaşoğlu, Tarık Kutver, Metin Oktay Cheftrainer: Gündüz Kılıç        |

### Rückspiel
| Paarung              | Galatasaray Istanbul – Fenerbahçe Istanbul |
| Ergebnis             | 1:0 (1:0) |
| Datum                | 1. September 1965 um 19:00 Uhr |
| Stadion              | Mithatpaşa Stadion, Istanbul |
| Schiedsrichter       | Nejat Şener (Istanbul) |
| Tore                 | 1:0 Metin Oktay (33., Elfmeter) |
| Galatasaray Istanbul | Bülent Gürbüz – Naci Erdem, Ergün Acuner, Doğan Sel, Mustafa Yürür, Ahmet Tuna Kozan – İsmet Yurtsü, Bahri Altıntabak, Metin Oktay – Yılmaz Gökdel, Ayhan Elmastaşoğlu Cheftrainer: Gündüz Kılıç |
| Fenerbahçe Istanbul  | Hazım Cantez – Özcan Köksoy, Hüseyin Yazıcı, Şükrü Birand, Ercan Aktuna – Ziya Şengül, Osman Göktan, Yaşar Mumcuoğlu, Birol Pekel – Şenol Birol, Aydın Yelken Cheftrainer: Oscar Hold ( England) |

## Beste Torschützen
| Rang | Spieler         | Verein                | Tore |
| ---- | --------------- | --------------------- | ---- |
| 1    | Metin Oktay     | Galatasaray Istanbul  | 3    |
| 1    | Yüksel Gündüz   | Fenerbahçe Istanbul   | 3    |
| 1    | Çetin Güler     | Hacettepe             | 3    |
| 1    | Şenol Birol     | Fenerbahçe Istanbul   | 3    |
| 5    | Ahmet Şahin     | İstanbulspor          | 2    |
| 5    | Abdülrezzak Tığ | Ankara Demirspor      | 2    |
| 5    | Aydın Yelken    | Fenerbahçe Istanbul   | 2    |
| 5    | Abdullah Çevrim | Gençlerbirliği Ankara | 2    |
| 5    | Rahmi Kaleci    | Fenerbahçe Istanbul   | 2    |
| 5    | Birol Aşar      | Ankara Demirspor      | 2    |